# A História de Lula: O Filho do Brasil
A História de Lula: O Filho do Brasil é um livro de autoria de Denise Paraná sobre a biografia de Luiz Inácio Lula da Silva. Lançado em novembro de 2009 pela Editora Objetiva, o livro é a segunda biografia da autora sobre o político, lançada pouco tempo antes da estreia do filme Lula, o Filho do Brasil, que é uma adaptação da primeira biografia da autora sobre o político, que tem o mesmo nome que o filme.
Esse segundo livro, contendo 144 páginas (enquanto o primeiro continha 530 páginas), incorpora fatos pesquisados durante a confecção da tese de doutorado da autora, além de pesquisas recentes feitas em São Paulo e no sertão pernambucano.
Conforme relação semanal publicada em 9 de janeiro de 2010 pela Folha de S.Paulo, o livro estava na décima posição entre os livros de não-ficção mais vendidos.